# まるおか (スーパーマーケット)
株式会社まるおかは、群馬県高崎市棟高町にある企業。スーパーマーケット「まるおか」（スーパーまるおか）を運営している。高崎食肉事業協同組合加入。

## 歴史
1948年（昭和23年）、「まるおか商店」創業。創業地は旧群馬郡箕郷町。当初は八百屋で、広さ20坪程度の店舗であった。1968年（昭和43年）3月に会社を設立。1998年（平成10年）1月23日、第7回優良経営食料品等小売店全国コンクール 総合食料品小売業部門「農林水産大臣賞」受賞。現在の店舗は2015年（平成27年）、ショッピングセンター・イオンモール高崎の敷地隣に開店したもので、売場面積はコンビニエンスストアより若干広い145坪である。2019年コロナウイルス感染症流行による外出制限・封鎖に伴う商品デリバリー需要の高まりを受け、2020年（令和2年）9月にECサイトを開設した。
代表取締役社長は丸岡守（まるおか まもる、1944年 - ）。大学卒業後に店を継いだ。「良いものは仕入れるな」、「高いものを仕入れても、お客さんは買っちゃくれない」（引用）というのが、店を興した父の教えであった。競合するチェーンストアの出店に対抗し、価格競争を挑むも業績は伸び悩み、自身も30代前半で胃潰瘍に倒れる。手術後、食事を満足に摂れない時期を過ごす中で、健康な生活を送ることへの大切さに気付き、経営路線を一変。価格よりも食の安全・品質にこだわった、選りすぐりの商品を陳列するようになった。大手メーカーによるナショナルブランド商品の取り扱いや、広告のチラシを出すことをやめ、日曜日を定休日とした。路線変更当初は戸惑いの声が社内外から上がったが、自身の理想とする姿へと徐々に変えていく中で、理解者を増やしていった。大都市や隣県など遠方から訪れる客や、他店からの視察も多く受け入れている。また、大規模ショッピングセンター隣接という立地に関しても店舗コンセプトや取り扱い商品が異なるため競合しないとし、イオンをランドマークにして訪れる客や、イオンでの買い物ついでに訪れる客、イオンで働いている客も多いという。

### 関連文献
- 丸岡守『おいしいものだけを売る : 奇跡のスーパーまるおかの流儀』商業会、2018年。ISBN 9784785505325。